# 1843.
◄ | 18. stoljeće | 19. stoljeće | 20. stoljeće | ►
◄ | 1810-ih | 1820-ih | 1830-ih | 1840-ih | 1850-ih | 1860-ih | 1870-ih | ►
◄◄ | ◄ | 1840. | 1841. | 1842. | 1843. | 1844. | 1845. | 1846. | ► | ►►
Arhitektura • Astronomija • Biologija • Fotografija • Glazba • Kazalište • Kemija • Kiparstvo • Knjige • Književnost • Kršćanstvo • Meteorologija • Medicina • Politika • Pravo • Promet • Slikarstvo • Šport • Znanost • Željeznički promet

## Događaji
- Ilirkinja Dragojla Jarnević je alpinistički ispenjala južnu stijenu Okića
- Ivan Kukuljević je prvi održao govor na hrvatskome jeziku u Hrvatskom saboru
- Obnovljen je Althing (predstavničko tijelo u Islandu), ali samo kao savjetodavno tijelo danskog kralja.
- Gasi se Ilirski pokret kad je bečki dvor zabranio uporabu ilirskog imena.

## Rođenja

### Siječanj – ožujak
- 24. siječnja – Josip Stadler, hrvatski nadbiskup († 1918.)
- 29. siječnja – William McKinley, 25. predsjednik SAD-a († 1901.)

### Travanj – lipanj
- 9. svibnja – Ivan Banjavčić, hrvatski političar i dobrotvor († 1913.)
- 9. lipnja – Bertha von Suttner, austrijska književnica († 1914.)
- 15. lipnja – Edvard Grieg, norveški skladatelj, pijanist i dirigent († 1907.)
- 16. lipnja – Adolf Waldinger, hrvatski slikar († 1904.)

### Srpanj – rujan
- 7. srpnja – Camillo Golgi, talijanski znanstvenik († 1926.)
- 11. srpnja – Milan Makanec, hrvatski političar, odvjetnik i publicist († 1883.)

### Listopad – prosinac
- 1. listopada – Tadija Smičiklas, hrvatski povjesničar i političar († 1914.)
- 18. listopada – Josip Eugen Tomić, hrvatski književnik († 1906.)
- 11. prosinca – Robert Koch, njemački bakteriolog († 1910.)

## Smrti
- 19. prosinca – Vlaho Stulli, hrvatski pjesnik i komediograf (* 1768.)

## Vanjske poveznice
|  | Zajednički poslužitelj ima još gradiva o temi 1843. |